# ميخائيل تورنر
ميخائيل تورنر هو مؤلف وكاتب أغاني وكاتب وموسيقي كندي، ولد في 1962 في فانكوفر في كندا.

## وصلات خارجية
- ميخائيل تورنر على موقع IMDb (الإنجليزية)
- ميخائيل تورنر على موقع ميوزك برينز (الإنجليزية)
- ميخائيل تورنر على موقع ميوزك برينز (الإنجليزية)
- ميخائيل تورنر على موقع قاعدة بيانات الفيلم (الإنجليزية)